# Kanem (prefeitura)

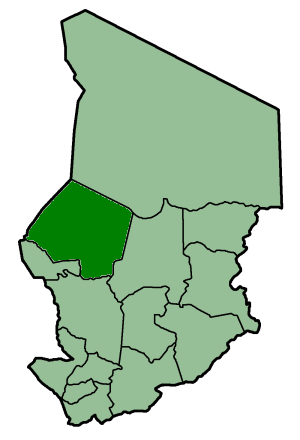

Kanem foi uma das 14 prefeituras do Chade. Localizada no oeste do país, Kanem cobre uma área de 114.520 quilômetros quadrados e tem uma população de 279.927 habitantes (em 1993). Sua capital é Mao.